# Diplectrus improvisus
Diplectrus improvisus es una especie de coleóptero de la familia Oedemeridae.

## Distribución geográfica
Habita en Sichuan (China).